# Волков Олександр Миколайович (футболіст, 1963)
Олександр Миколайович Волков (нар. 11 лютого 1963) - радянський та узбекистанський футболіст, що виступав на позиції захисника та півзахисника.
Починав грати у дублі московського «Торпедо» 1980 року. 28 серпня 1982 року у складі ташкентського «Пахтакора» у матчі проти «Торпедо» Кутаїсі (1:3) дебютував у чемпіонаті СРСР. У 1984 році разом із командою вилетів до першої ліги, у вищій лізі зіграв 35 матчів. 1986 року провів 7 ігор у другій лізі за «Динамо» Самарканд та одну за «Металург» Запоріжжя у першій лізі. У 1987—1988 роках виступав у другій лізі за «Трактор» Ташкент, у 1989 — у чемпіонаті Узбецької РСР за «Нурафшон» Бухара. У 1990—1991 роках у другій нижчій лізі грав за «Кимьогар» Алмалик.
Після розпаду СРСР виступав за клуби Узбекистану «Навруз» Андижан (1992), «Алмалик» (1993), «Гулістан» (1994), «Семург» Ангрен (2000), «Кизилкум» Зарафшан (2001). У 1995—2000 роках — гравець турецького клубу «Зейтінбурнуспор».